# John W. O’Malley

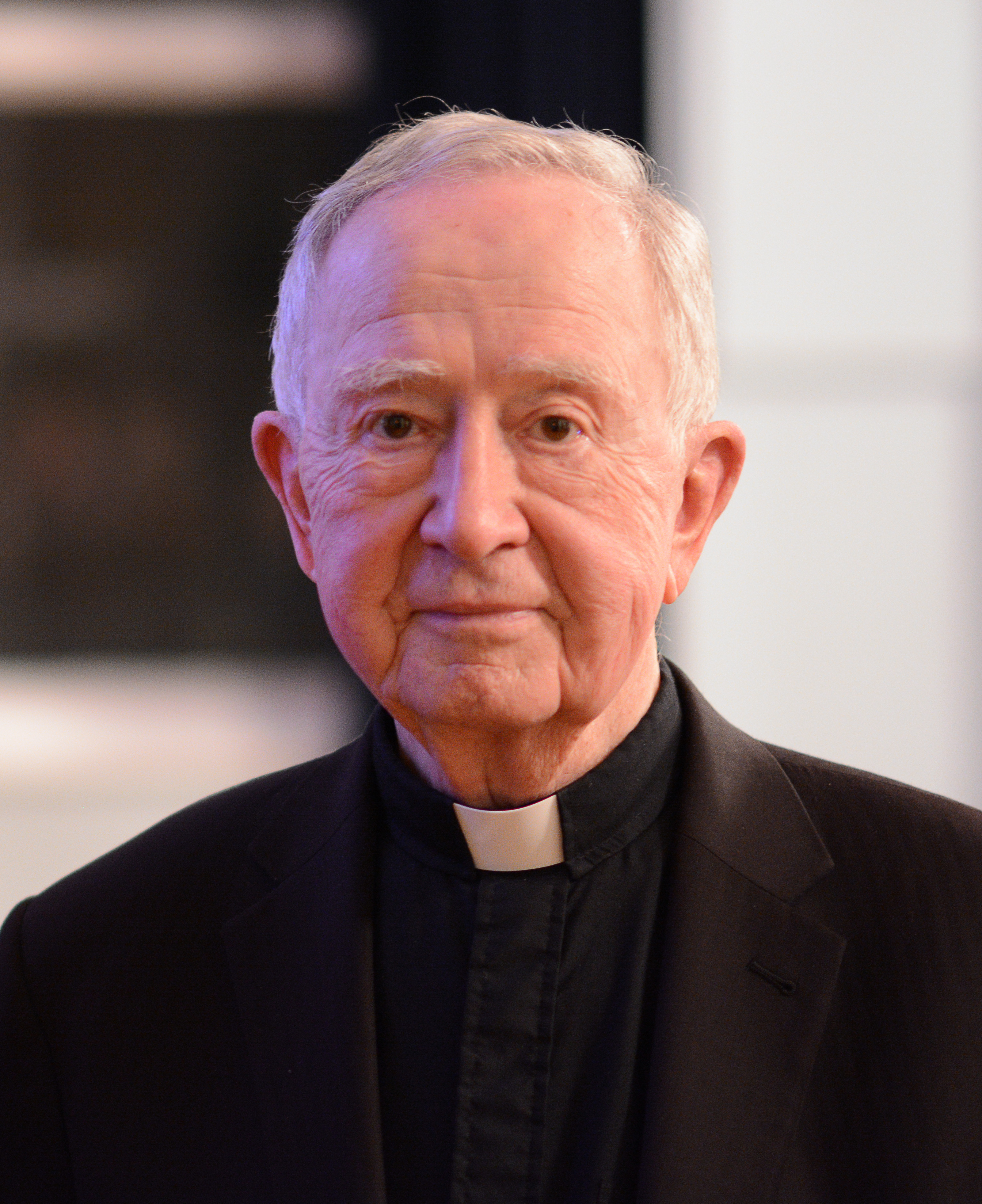
John W. O’Malley (2015)

John W. O’Malley SJ (* 11. Juni 1927 in Tiltonsville, Ohio; † 11. September 2022 in Baltimore, Maryland) war ein amerikanischer römisch-katholischer Ordensgeistlicher und Jesuit sowie Historiker und Hochschullehrer.

## Leben und Wirken
John W. O’Malley trat 1942 in die Gesellschaft Jesu ein und war Mitglied der Ordensprovinz Detroit. Nach seiner jesuitischen Ausbildung in Philosophie und Theologie empfing er 1957 die Priesterweihe. Er wurde anschließend nach Österreich geschickt, um seine Jesuitenausbildung zu beenden und die deutsche Sprache zu erlernen mit dem Ziel ein Doktorat über die Geschichte der Kirche in Deutschland vorzubereiten. Gleichwohl absolvierte er ein kirchenhistorisches Doktoratsstudium der Geschichte der Renaissance an der Harvard University und wurde 1965 promoviert. Das Doktoratsstudium selbst schloss er an der American Academy in Rome und an der Villa I Tatti in Florenz ab. O’Malley war während des Zweiten Vatikanischen Konzils in Rom anwesend.
Er lehrte von 1965 bis 1979 an der University of Detroit und nahezu drei Jahrzehnte als Distinguished Professor für Kirchengeschichte an der Weston Jesuit School of Theology in Cambridge. Zuletzt war er Professor für Theologie an der Georgetown University. John W. O’Malley war Präsident der Renaissance Society of America (1998–2000) und der American Catholic Historical Association.
Seine Forschungsschwerpunkte waren die religiöse Kultur des frühmodernen Europa, vor allem Italiens, darüber hinaus das Zweite Vatikanische Konzil und die Geschichte des 16. Jahrhunderts. Er galt als Doyen der Geschichtsschreibung zum Jesuitenorden und war einer der führenden Experten zum Themenkomplex des frühneuzeitlichen Katholizismus. Ihm kommt das Verdienst zu, die Jesuitenforschung vom verstaubten, romzentrierten, katholisierenden Spezialistentum gelöst zu haben. Seine 1993 veröffentlichte Darstellung The First Jesuits bündelte erste Ansätze einer Neubewertung des Jesuitenordens. Die Darstellung wurde in zwölf Sprachen übersetzt. Im gleichen Jahr erschienen gesammelte Aufsätze zum Verhältnis von Religion und Kultur im 16. Jahrhundert. Im Jahr 2004 folgte ein Überblick zur Kultur- und Ideengeschichte der Frühen Neuzeit (The Four Cultures of the West). Im Jahr 2014 erschien von ihm eine kurze Geschichte des Jesuitenordens. Sein 2013 veröffentlichtes Buch Trent: What Happened at the Council ist eine Einführung in die Konzilsgeschichte – ein Werk, das in englischer Sprache bis dahin fehlte. Im Jahr 2016 folgte seine Geschichte der Beziehungen zwischen dem Jesuitenorden und den Päpsten. Ausgewählte Aufsätze von O’Malley erschienen im ersten Band der neuen Reihe Jesuit Studies bei Brill.
O’Malley war aufgrund seiner Forschungen ein vielfach geehrter Wissenschaftler. Ihm wurde 1993 der Jacques Barzun Prize der American Philosophical Society für seine Darstellung über die Jesuiten verliehen. Im Jahr 1996 wurde ihm der Philip Schaff Prize der American Society of Church History zugesprochen. Die American Academy of Arts and Sciences wählte ihn 1995, die American Philosophical Society 1997 und die Accademia di San Carlo 2001 zum Mitglied. Ihm wurde die Johannes Quasten Medal von der Catholic University of America verliehen. Sein Buch Trent: What Happened at the Council wurde 2014 mit dem John Gilmary Shea Prize ausgezeichnet. O’Malley war Fellow der American Academy in Rome, der Guggenheim Foundation und der American Council of Learned Societies. Gastprofessuren führten ihn an die Harvard University, die University of Michigan, das Boston College, die Fordham University und die Oxford University. Ihm wurden mehrere Ehrendoktorate verliehen, darunter von der Marquette University, dem St. Michael’s College der University of Toronto (2015) und der Sacred Heart University. Im Jahr 2002 wurde sein Lebenswerk mit dem Preis der Society for Italian Historical Studies ausgezeichnet. 2005 verlieh ihm die Renaissance Society of America den Paul Oskar Kristeller Lifetime Achievement Award.
Er starb am 11. September 2022 im Alter von 95 Jahren in der Colombiere Jesuit Community in Baltimore.

## Schriften
- Saints or Devils Incarnate? Studies in Jesuit History (= Jesuit Studies. Bd. 1). Brill, Leiden u. a. 2013, ISBN 978-90-04-25737-5.
- The Jesuits. A History from Ignatius to the Present. Rowman & Littlefield, Lanham, Md. u. a. 2014, ISBN 978-1-4422-3475-8.
- Four Cultures of the West. Belknap Press of Harvard University Press, Cambridge, Mass. u. a. 2004, ISBN 0-674-01498-7.
- Trent and All That. Renaming Catholicism in the Early Modern Era. Harvard University Press, Cambridge, Mass. u. a. 2000, ISBN 0-674-00087-0.
- Religious Culture in the Sixteenth Century. Preaching, Rhetoric, Spirituality and Reform (= Variorum Collected Studies Series. Bd. 404). Variorum, Aldershot 1993, ISBN 0-86078-369-3.
- The First Jesuits. Harvard University Press, Cambridge, Mass. u. a. 1993, ISBN 0-674-30312-1.